# Another World (Gerry Rafferty)
Another World è il nono e ultimo album in studio del cantautore scozzese Gerry Rafferty, pubblicato nel 2000.

## Tracce
1. All Souls – 5:20
2. Land of the Chosen Few – 5:13
3. Sweet Surrender – 4:02
4. Sweet Love – 4:27
5. Whose House Is It Anyway? – 4:31
6. It's Better This Way – 4:00
7. Conscious Love – 4:26
8. La Fenêtre – 3:17
9. Everytime I Wake Up – 5:52
10. Xavier & Honor – 3:10
11. You Put Something Better Inside of Me – 4:53
12. Metanoia – 3:24
13. Children of the Sun – 4:04
14. Another World – 10:40

Durata totale: 67:19
Il brano Another World dura 4:36, dopodiché segue un outro, che si conclude a 5:47. Dopo 4 minuti di silenzio (5:47 - 9:47), inizia la traccia fantasma The Grinces (9:47 - 10:40).